# Musikjahr 1828
Liste der Musikjahre

◄◄ | ◄ | 1824 | 1825 | 1826 | 1827 | Musikjahr 1828 | 1829 | 1830 | 1831 | 1832 | ► | ►►

Weitere Ereignisse
Dieser Artikel behandelt das Musikjahr 1828.

## Ereignisse
- 26. März: Der österreichische Komponist Franz Schubert gibt sein erstes und einziges öffentliches Konzert im Lokal der Gesellschaft der Musikfreunde in Wien.
- 25. Juli: Der Wiener Magistrat gestattet Ignaz Bösendorfer, das Klaviermachergewerbe auszuüben. Die Klaviere der Marke Bösendorfer erlangen in der Folge Weltruf.

### Instrumental und Vokalmusik
- Franz Berwald: Slaget vid Leipzig (Die Schlacht von Leipzig) (Orchesterwerk)
- Frédéric Chopin:  Klaviersonate Nr. 1 op. 4; Fantaisie sur des airs nationaux polonais A-Dur für Klavier und Orchester op. 13; Krakowiak. Grand Rondeau de Concert F-Dur für Klavier und Orchester op. 14
- Franz Lachner: Sinfonie Nr. 1 Es-Dur op. 32; Harfenkonzert c-Moll; Klaviertrio Nr. 1 E-Dur
- Felix Mendelssohn Bartholdy: Meeresstille und gute Fahrt op. 27 Uraufführung am 7. September
- Gioachino Rossini: Le rendez-vous de chasse (Instrumentalmusik)
- Franz Schubert: Der Hirt auf dem Felsen; Fantasie in f-Moll für Klavier zu vier Händen;  Messe Nr. 6;  Streichquintett; Schwanengesang D 957(Liedersammlung);  Klaviersonaten Nr. 19 bis 21 (die letzten Werke des Komponisten überhaupt). Die Aufführungen seiner im Jahr 1828 komponierten Werke erfolgten teilweise posthum in den folgenden Jahren. Fantasie für Violine und Klavier C-Dur D 934, Uraufführung 20. Januar
- Robert Schumann: Acht Polonaisen
- Louis Spohr: Sinfonie Nr. 3 c-Moll, op. 78; Concertino Nr. 1 A-Dur, op. 79; Klarinettenkonzert Nr. 4 e-Moll, WoO 20;

### Musiktheater

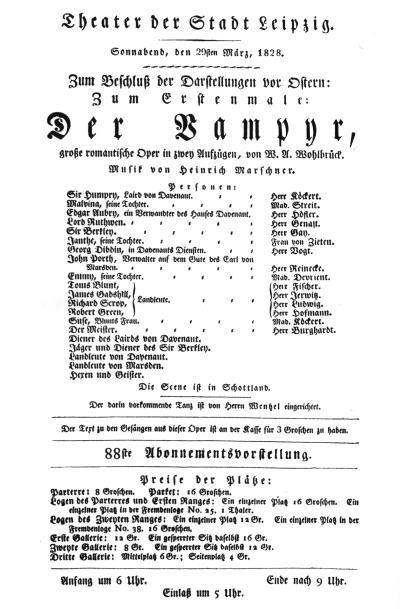
Der Vampyr, Programmzettel der Uraufführung

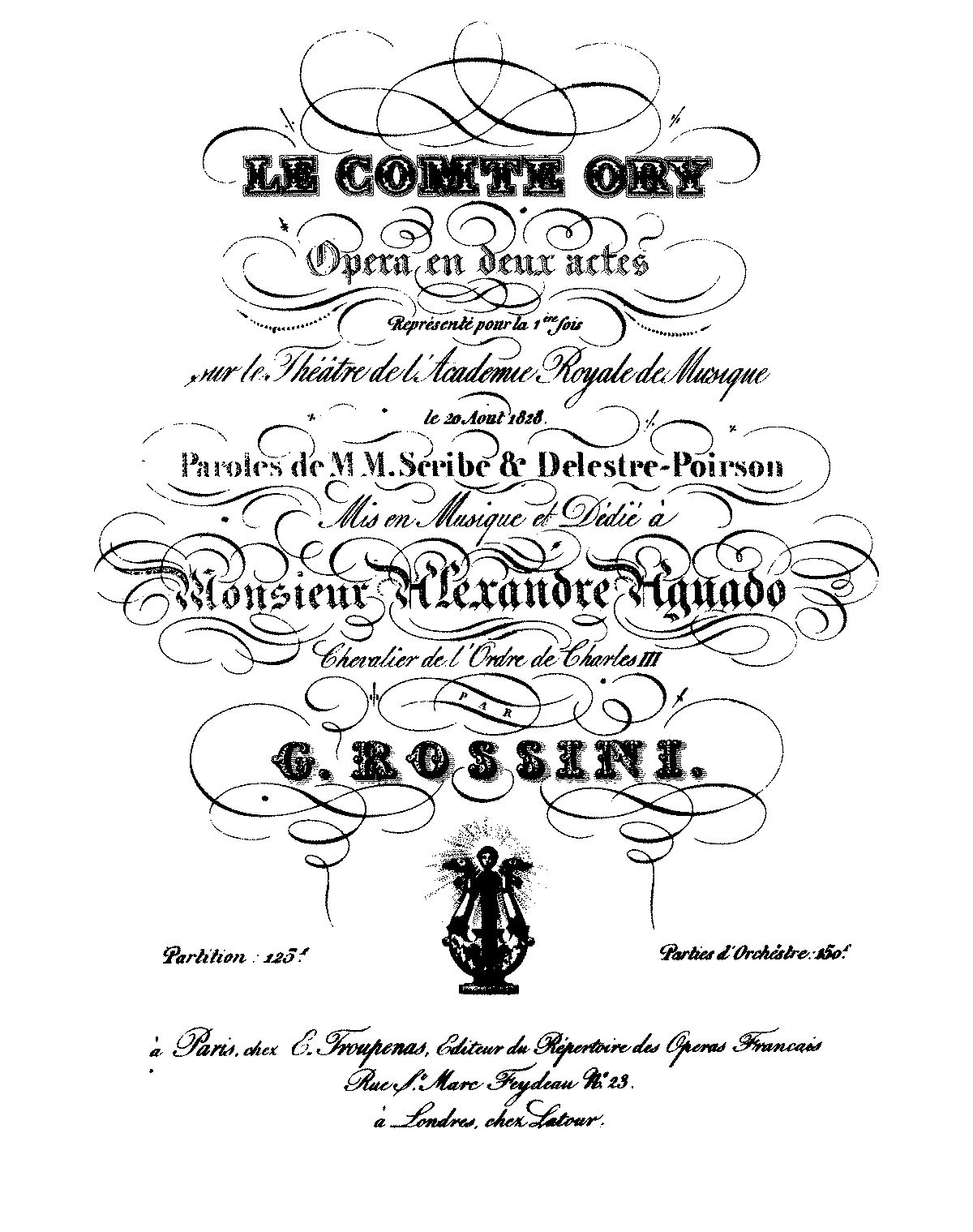
Le comte Ory, Titelseite der Notenausgabe

- 01. Januar: Uraufführung der Oper L’esule di Roma, ossia Il proscritto von Gaetano Donizetti im Teatro San Carlo, Neapel
- 12. Januar: Uraufführung der Oper Ulisse in Itaca von Luigi Ricci in Neapel (Teatro San Carlo)
- 01. Februar: Die Uraufführung des Singspiels Ali Pascha von Janina oder Die Franzosen in Albanien von Albert Lortzing findet am Stadttheater in Münster statt. Das Erstlingswerk beschert seinem Schöpfer einen Achtungserfolg, der ihn ermutigt, auch künftig Werke fürs Theater zu schreiben.
- 04. Februar: Uraufführung der Oper Saladino e Clotilde von Nicola Vaccai in Mailand, (Teatro alla Scala)
- 24. Februar: Saverio Mercadantes Vertonung von Pietro Metastasios fast 100 Jahre altem Libretto Adriano in Siria findet am Teatro de São Carlos in Lissabon statt.
- 29. Februar: Die Oper La muette de Portici (Die Stumme von Portici) von Daniel-François-Esprit Auber mit dem Libretto von Eugène Scribe feiert bei ihrer Uraufführung an der Grand Opéra Paris einen durchschlagenden Erfolg.
- 08. März: Uraufführung der zweiten Fassung der Oper Emilia di Liverpool von Gaetano Donizetti im Teatro Nuovo, Neapel (Die erste Fassung erschien 1824).
- 29. März: Die romantische Oper Der Vampyr von Heinrich Marschner wird am Stadttheater in Leipzig uraufgeführt. Das Libretto von Wilhelm August Wohlbrück basiert auf dem Schauspiel Der Vampyr oder die Todten-Braut von Heinrich Ludwig Ritter, das wiederum eine Dramatisierung der Erzählung Der Vampyr von John Polidori ist. Im gleichen Jahr vertont auch Peter Joseph von Lindpaintner diesen Stoff. Marschners Stück gilt als Höhepunkt einer Modebewegung der Biedermeierzeit.
- 07. April: Das Genueser Teatro Carlo Felice wird mit der zweiten Fassung von Vincenzo Bellinis Oper Bianca e Fernando feierlich eröffnet, obwohl die Arbeiten an der Struktur und Dekoration zu dem Zeitpunkt noch nicht abgeschlossen sind.
- 12. Mai: Uraufführung der Oper Alina von Gaetano Donizetti in Genua (Teatro Carlo Felice)
- 26. Mai: Am Salle du Conservatoire in Paris erfolgt die Uraufführung der ersten noch orchestralen Fassung der Oper Les Francs-Juges von Hector Berlioz. Das Werk ist heute zum großen Teil verschollen.
- 06. Juli: Uraufführung der Oper Alexi von Nicola Vaccai in Neapel, Teatro San Carlo
- 02. August: Uraufführung der Oper Gianni di Calais von Gaetano Donizetti in Neapel, Teatro del Fondo
- 08. August: Die Uraufführung der Opera seria Gabriella di Vergy von Saverio Mercadante erfolgt am Teatro Nacional de São Carlos in Lissabon.
- 20. August: Die Uraufführung der komischen Oper Le comte Ory von Gioachino Rossini erfolgt unter der musikalischen Leitung von François-Antoine Habeneck im Salle Le Peletier der Grand Opéra von Paris. Das Libretto haben Eugène Scribe und Charles-Gaspard Delestre-Poirson auf Grundlage des Vaudeville-Stücks Le comte Orry et les nonnes de Farmoutier verfasst. Es singen unter anderem Laure Cinti-Damoreau und Adolphe Nourrit. Die Aufführung wird ein enthusiastisch gefeierter Triumph.
- 07. Oktober: Uraufführung der Oper La violette von Michele Carafa in Zusammenarbeit mit Leborne in der Opéra-Comique, Paris.
- 15. Oktober: Uraufführung der Oper Die Räuberbraut von Ferdinand Ries in Frankfurt am Main
- 15. November: Uraufführung des Oratoriums Die Himmelfahrt Christi, von Albert Lortzing in Münster.
- 09. Dezember: Die Oper Clari von Fromental Halévy auf das Libretto von Pietro Giannone wird am Théâtre-Italien in Paris uraufgeführt. Die Oper und vor allem Maria Malibrans Darstellung der Titelheldin wird von den meisten Rezensenten als Erfolg bezeichnet.

### Weitere Werke
- Giovanni Pacini: I crociati a Tolemaide (Oper) uraufgeführt in Triest
- Saverio Mercadante: Adriano in Siria (Oper). Der Text wurde vorher schon vielfach von anderen Komponisten vertont.
- Fromental Halévy: Le dilettante d’Avignon (Oper)
- Ferdinand Hérold: La Fille mal gardée (Ballett), Überarbeitung eines Stücks aus dem Jahr 1789; Lydie (Ballett)
- Heinrich Dorn: Die Bettlerin (Singspiel in vier Akten)
- Franz Lachner: Die Bürgschaft (Oper)

## Geboren

### Geburtsdatum gesichert
- 17. Januar: Ede Reményi, ungarischer Violinist († 1898)
- 08. Februar: Antonio Cagnoni, italienischer Opernkomponist († 1896)
- 10. Februar: Albert Pieczonka, Pianist, Komponist und Musikpädagoge ostpreußischer Herkunft († 1912)

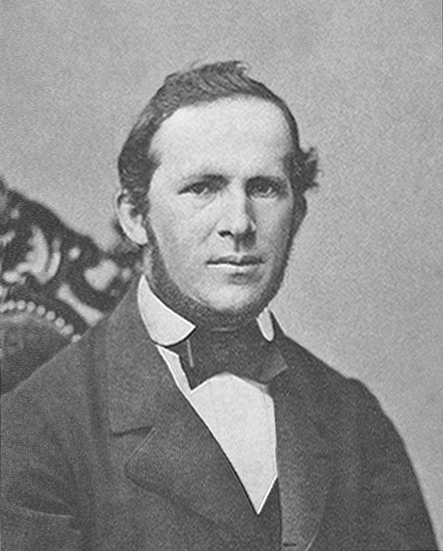
Karl Greith; * 21. Februar

- 21. Februar: Carl Greith, schweizerischer Komponist († 1887)
- 12. März: John William Fenton, irischer Musiker schottischer Herkunft († 1890)
- 21. März: William Saurin Lyster, australischer Opernimpresario († 1880)
- 31. März: Eduard Schläger, deutscher Publizist († 1895)
- 31. März: Ludwig Zottmayr, deutscher Opernsänger († 1899)
- 08. Mai: John Henry Cornell, US-amerikanischer Organist, Komponist und Lehrbuchautor († 1894)
- 02. Juni: James Cutler Dunn Parker, US-amerikanischer Komponist († 1916)
- 03. Juni: Ferdinand Poise, französischer Komponist († 1892)
- 07. Juni: Adrien Barthe, französischer Komponist († 1898)
- 24. Juni: Adolphe Blanc, französischer Komponist († 1885)
- 01. Juli: Karl Huber, rumäniendeutscher Komponist, Geiger, Dirigent und Musikpädagoge († 1885)
- 30. Juli: François-Auguste Gevaert, belgischer Komponist († 1908)
- 18. August: Ernest Cahen, französischer Organist und Komponist († 1893)
- 27. August: Auguste Bazille, französischer Organist und Komponist († 1891)
- 05. September: Henry Sutherland Edwards, britischer Schriftsteller und Journalist († 1906)
- 16. September: Marie Hinrichs, deutsche Sängerin und Komponistin († 1891)
- 03. Oktober: Woldemar Bargiel, deutscher Komponist († 1897)
- 11. Oktober: Fernando Arizti, kubanischer Pianist und Musikpädagoge († 1888)

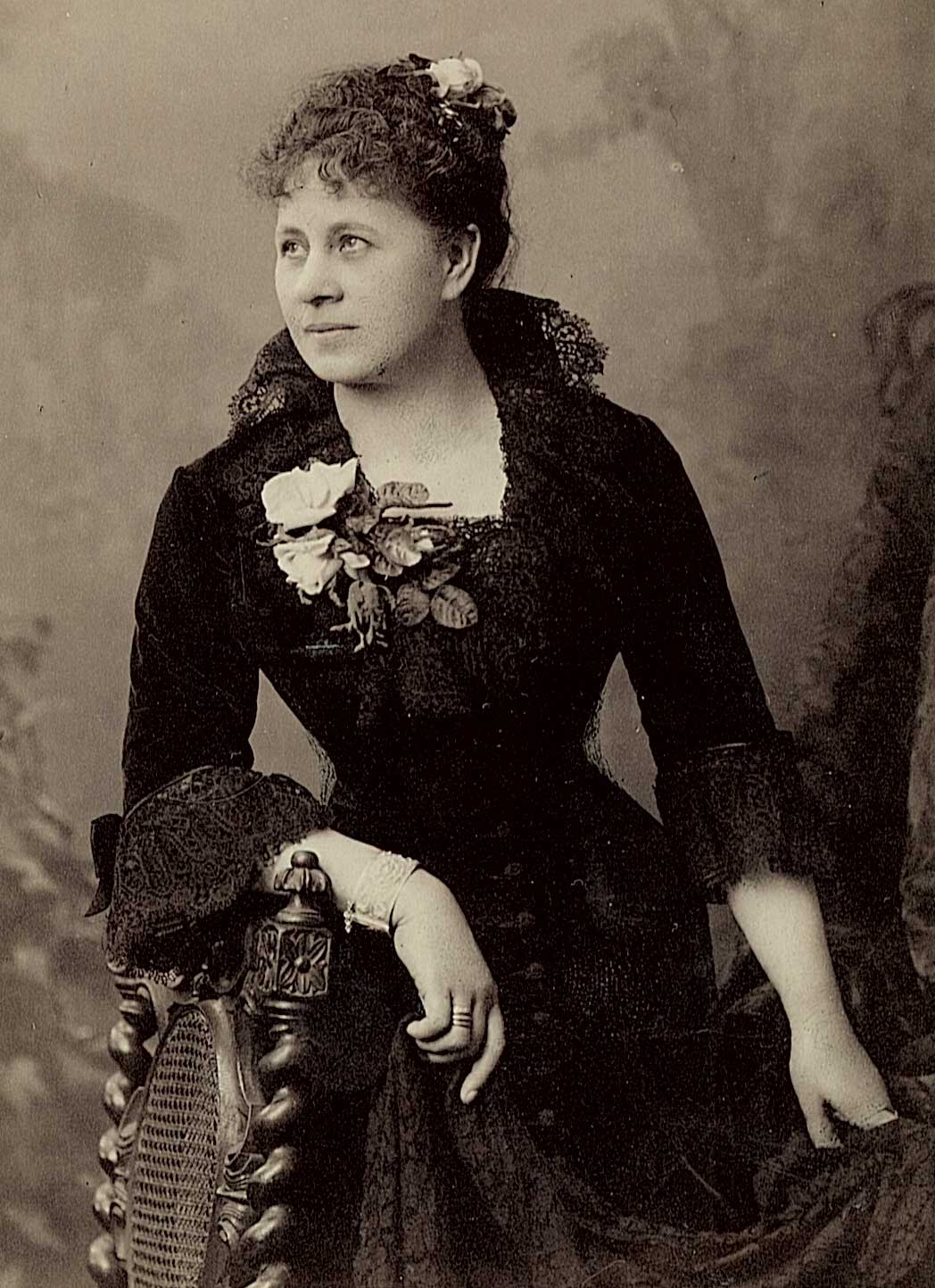
Johana Wagner; * 13. Oktober

- 13. Oktober: Johanna Wagner, deutsche Sängerin († 1894)
- 19. Oktober: Adolfo Fumagalli, italienischer Pianist und Komponist († 1856)
- 20. Oktober: Horatio Spafford, US-amerikanischer Anwalt und Kirchenlieddichter († 1888)
- 21. November: Pierre Faubert, französischer Komponist und Organist († unbekannt)
- 02. Dezember: Henry Wilson, US-amerikanischer Komponist († 1878)
- 26. Dezember: Daniel Köhne, dänischer Orgelbauer († 1878)
- 26. Dezember: Josef Wiedemann, österreichischer Militärkapellmeister und Komponist († 1919)

### Genaues Geburtsdatum unbekannt
- Lucy Escott, US-amerikanische Sängerin († 1895)
- Sophie Bohrer, deutsche Pianistin und Komponistin († 1899)

## Gestorben

### Todesdatum gesichert
- 05. März: Traugott Leberecht Kämpfe, evangelischer Pfarrer und Kirchenlieddichter (* 1762)
- 08. März: Johann Anton Sulzer, deutscher Theologe, Jurist, Hochschullehrer, Komponist, Dichter und religiöser Schriftsteller (* 1752)

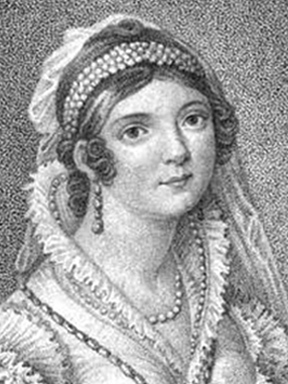
Cathinka Buchwieser; † 9. Juli

- 26. März: Elisabeth Olin, schwedische Opernsängerin (* 1740)
- 31. März: Jan Białobłocki, Jugendfreund und Brief-Adressat des polnisch-französischen Komponisten Frédéric Chopin (* 1805)
- 03. April: Joseph Volgger, österreichischer Orgelbauer (* 1769)
- 26. Mai: Matthias Vogler, deutscher Orgelbauer (* 1750)
- 09. Juli: Cathinka Buchwieser, deutsch-österreichische Opernsängerin (Sopran) und Schauspielerin (* 1789)
- 31. Oktober: John Marsh, englischer Komponist (* 1752)
- 19. November: Franz Schubert, österreichischer Komponist (* 1797)
- 30. Dezember: Waldemar Thrane, norwegischer Komponist, Violinist und Dirigent (* 1790)

### Genaues Todesdatum unbekannt
- José Francisco Acuña, portugiesischer Pianist und Komponist spanischer Herkunft (* um 1780)
- Nikolaus Ferdinand Auberlen, württembergischer Musiker und Komponist (* 1755)